# Werner Löwenhardt
Werner Löwenhardt (geboren 30. November 1919 in Dortmund; gestorben 18. Januar 2006 in Amsterdam) war ein niederländischer Grafiker.

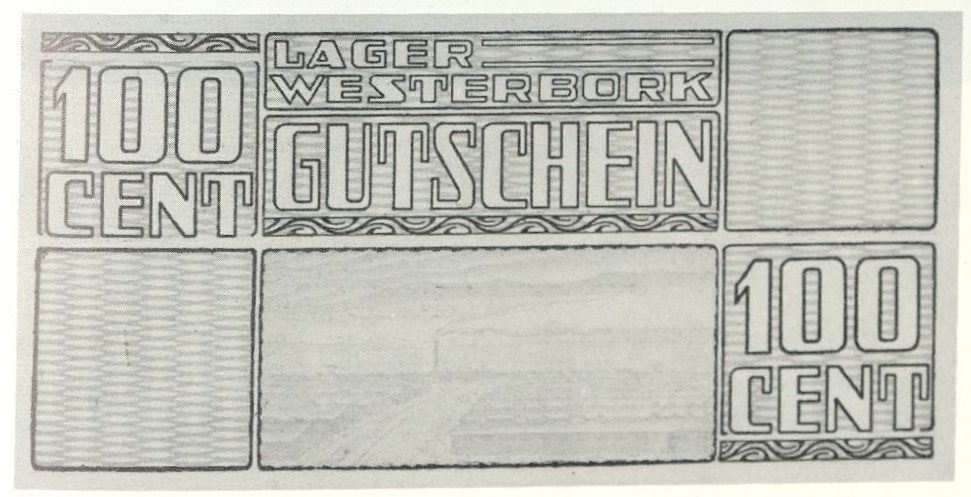
Löwenhardt entwarf das Lagergeld im KZ Westerbork

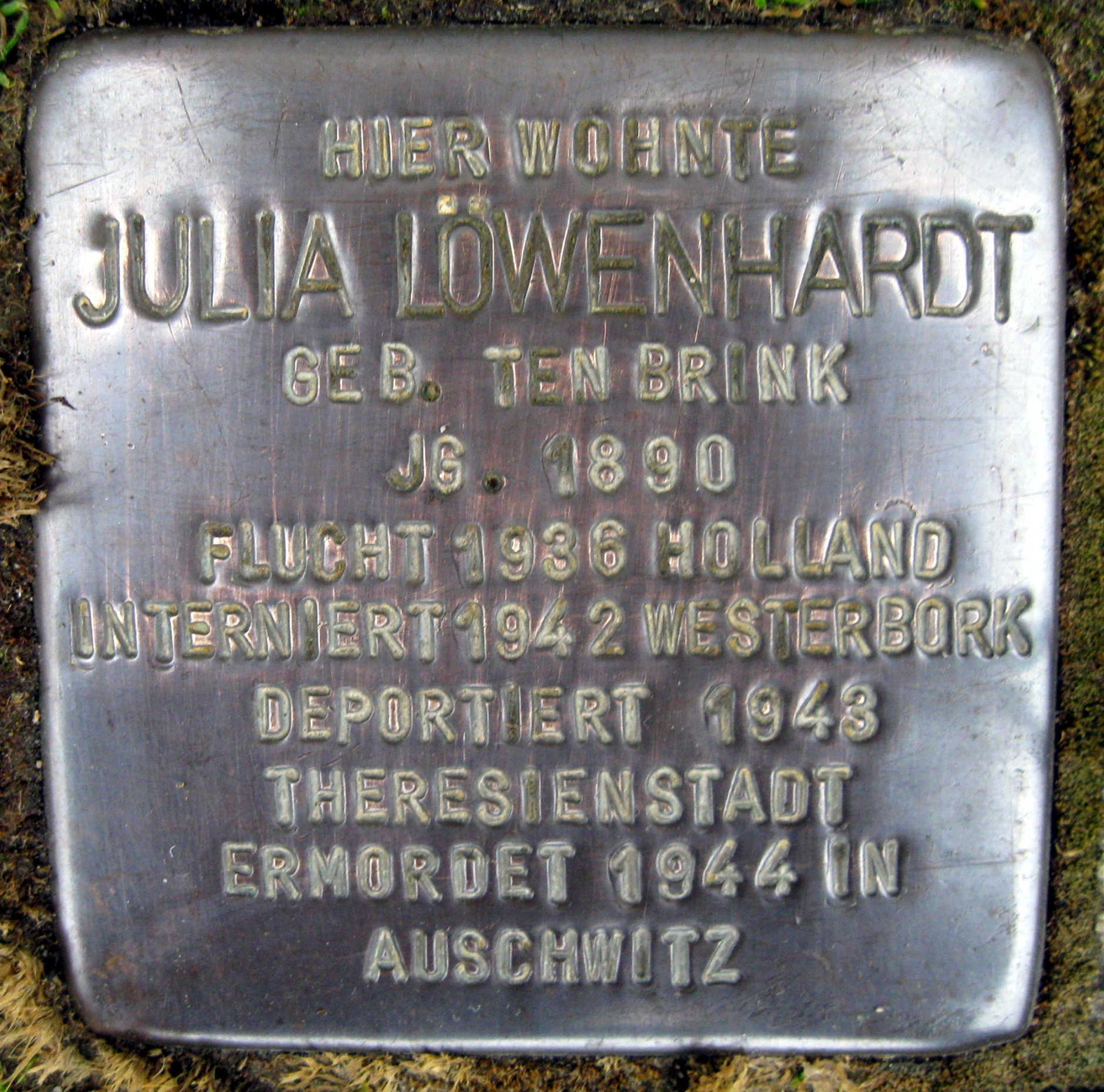
Stolperstein in Dortmund für die Mutter

## Leben
Werner Löwenhardt war ein Sohn des Metzgers Adolf Löwenhardt und der Julia Löwenhardt, er hatte den älteren Bruder Heinz. Er besuchte die Volksschule in Lindenhorst und das Dortmunder Hindenburg-Realgymnasium. Nach der Machtübergabe an die Nationalsozialisten musste Adolf Löwenhardt sein Ladengeschäft aufgeben. Die Söhne im Jahr 1935 und dann auch die Eltern 1936 flohen zu Verwandten in die Niederlande, wo Werner Löwenhardt in Enschede in einer Druckerei Arbeit fand und Abendkurse für die Ausbildung zum Werbegrafiker besuchte. Er erhielt Unterricht beim lokalen Maler Gerard van Haeften (1895–1951).
Nach der deutschen Besetzung der Niederlande 1940 wurde er 1942 im Arbeitslager Kamp Schut inhaftiert und ab Oktober 1942 im Durchgangslager Westerbork, ebenso seine Eltern. Sein Bruder Heinz ging in den Untergrund und überstand die Zeit der deutschen Judenverfolgung. Seine Eltern wurden im April 1943 in das Ghetto Theresienstadt deportiert und im Oktober 1944 im KZ Auschwitz umgebracht. Werner Löwenhardt war bis zur Befreiung Westerborks als Funktionshäftling bei der Lageradministration eingesetzt. Er musste Lagepläne, Statistiken sowie Gebrauchsgrafiken, die auch für das Lagergeld Verwendung fanden, schaffen. Für einen Auftritt des in Auschwitz ermordeten Kabarettisten Max Ehrlich im März 1944 illustrierte er das Programmheft.
Das Lager Westerbork wurde im April 1945 von kanadischen Truppen befreit. Löwenhardt kehrte im Juni 1945 nach Enschede zurück und heiratete 1947 Lilo Hirsch (1923–2012), ihre Tochter Anita Lowenhardt wurde Journalistin und Vorsitzende des Niederländischen Auschwitz Komitees. Lowenhardt betrieb in Amsterdam das Werbestudio „Elhart“.  Er war selbst Sammler von Plakaten und war Förderer der Stiftung Nederlands ReclameArchief. Eine Auswahl seiner Sammlung wurde Ende 1994 unter dem Titel „300 jaar Amsterdams reclamedrukwerk“ im Amsterdams Historisch Museum präsentiert.

## Schriften
- Ik houd niet van reizen in oorlogstijd. Familiealbum 1919–1945. Alkmaar: René de Milliano, 2004